# Richardis av Schwerin-Wittenburg
Richardis av Schwerin-Wittenburg, även kallad Rixa, född okänt år, död före år 1386, var en hertiginna av Schleswig och möjligen dansk drottning, gift med kung Valdemar III av Danmark. Hon var dotter till greve Günzelin VI av Schwerin-Wittenburg-Tecklenburg (död 1327). 
Året för hennes giftermål är okänt. Hon gifte sig med hertig Valdemar av Schleswig, som åren 1326-1329 även var dansk kung; om hon gifte sig med denne före år 1329, kan hon alltså ha varit Danmarks drottning. Richarids är främst känd för en händelse som inträffade år 1358. Hennes man Valdemar var vid denna tidpunkt i krig med kung Valdemar Atterdag av Danmark. Valdemar Atterdag belägrade då Sønderborg Slot på Als, där Richardis befann sig. Hon försvarade länge framgångsrikt borgen. När det inte längre var möjligt att hålla borgen, öppnade hon dess portar och steg ut tillsammans med sina döttrar och borgens övriga kvinnor "for at søge at formilde Sejerherren". Atterdag gick då med på att låta henne och borgen vara i fred under kriget, på villkor att hon höll sig utanför striderna. Hennes son Henrik efterträdde 1364 hennes man som hertig, och slöt tillsammans med modern fred med Atterdag. År 1373 utsåg hon Atterdag till förvaltare av hennes egendom, bland annat Als. Detta är sista gången hon finns omnämnd; år 1386 gav hennes brorson Otto av Tecklenburg fullmakt till hennes systerson Erik av Sachsen att kräva arvet efter Richardis på hans vägnar. 